# انتقامية
الانتقامية أو الرجعية أو الاسترجاعية (بالفرنسية: Revanchisme، من الفعل revanche ومعناه «انتقم») هي التعبير السياسيّ عن الرغبة في استرجاع أراضٍ خسرتها الدولة بعد حرب أو حركة مجتمعيّة. يعود مصطلح الانتقاميّة إلى سبعينيّات القرن التاسع عشر بعد الحرب الفرنسية البروسية، إذ استخدمه الوطنيّون الذين أرادوا أن يثأروا لهزيمة فرنسا ويستعيدوا المناطق التي خسرتها في الألزاس واللورين.
تجمع الانتقاميّة قوّتها من الفكر الوطنيّ والقصاصي وتحرّكها عادةً العوامل الاقتصادية والجغرافيّة السياسيّة. يمثّل أنصار الانتقاميّة المتشدّدون عادةً موقفًا حادًّا، ويدّعون أنّ أهدافهم المنشودة يمكن تحصيلها بإشعال حربٍ جديدة. ترتبط الانتقاميّة بالوحدويّة، وهي مفهومٌ يقول إنّ جزءًا من الأمّة الثقافيّة والعرقيّة يبقى «غير محرّر» خارج حدود دولته الوطنيّة الصحيحة.
يعتمد السياسيّون الانتقاميّون عادةً على مطابقة الأمّة بالدولة القوميّة، وهو ما يحرّك مشاعر وطنيّة عرقيّة عميقة، فيدّعون الحقّ في مناطق خارج حدود الدولة يعيش فيها أعضاء مجموعتهم العرقيّة، ويستعملون وطنيّة شديدة ليحفّزوا الدعم لأهدافهم. تعتبر الاستدلالات الانتقامية عادةً مبنيّة على احتلال قديمٍ أو حتّى استيطان أصليّ للمنطقة منذ «الأزمنة السحيقة»، وهو ادعاء لا ينفصل عن الانتقامية والوحدويّة إذ يبرّرهما في أعين معتنقيهما.

## التاريخ

### فرنسا
كانت موجة الانتقاميّة التي أعطت لهذه الحركة اسمها في العصر الحديث في سبعينيات القرن التاسع عشر. كانت الانتقامية الفرنسيّة شعورًا عميقًا بالمرارة والكراهية وطلب الثأر ضدّ ألمانيا، لا سيما بسبب خسارة الألزاس واللورين بعد الهزيمة في الحرب الفرنسية البروسية. تزايد الطلب على اللوحات التي تصوّر ذلّ الهزيمة، كلوحات ألفونس ماري أدولف دو نوفيل.
عارض جورج كليمينسو، من الجمهوريين الأصوليين، المشاركة في الصراعات في إفريقيا والمجازفات الأخرى التي من شأنها أن تحرف الجمهورية عن أهدافها في الخطّ الأزرق لجبال الفوج في الألزاس واللورين. بعد أن طلبت حكومتا جول فيري عددًا من المستعمرات في أوائل ثمانينيات القرن التاسع عشر، قدّم كليمنسو دعمه لجورج إرنست بولانجي، وهو شخصية عامّة لقبه «جنرال ريفانش» أي جنرال الانتقام، كان يُظَنّ أنّه سينقلب على الجمهورية في 1889. أثّر التراث الوطنيّ المتطرّف في السياسات الفرنسيّة حتى عام 1921 وكان هذا أحد أهم الأسباب التي جعلت فرنسا تتودّد إلى الإمبراطورية الروسية، وهو ما قاد إلى الحلف الروسي الفرنسي عام 1894، وبعد عدّة اتفاقيات، إلى الوفاق الثلاثي للقوات المتحالفة الثلاث الكبرى في الحرب العالمية الأولى: فرنسا وبريطانيا العظمى وروسيا.
أثّرت الانتقامية الفرنسية في معاهدة فرساي عام 1919 بعد نهاية الحرب العالمية الأولى، إذ أعادت هذه المعاهدة الألزاس واللورين إلى فرنسا وفرضت تعويضات على ألمانيا المهزومة. لم يفتتح الاجتماع في الذكرى السنوية لإعلان الرايخ الثاني فحسب، بل وكان على الحكومة الفرنسية أن توقّع المعاهدة في الغرفة نفسها، قاعة المرايا.

### ألمانيا
نشأت في ألمانيا حركة انتقامية ردًّا على خسائرها في الحرب العالمية الأولى.  دعا الجرمانيون في جمهورية فايمر إلى استعادة أملاك الدولة الألمانية حسب الحدود التي كانت قبل الحرب أو بسبب أن علاقة المنطقة التاريخية مرتبطة بالشعوب الجرمانية. نادت الحركة بإعادة إدخال الألزاس واللورين والممر البولندي والسوديت (أجزاء من الإمبراطورية النمساوية والهنغارية قبل انفصالهما بعد الحرب العالمية الأولى). قادت هذه الدعاوى التي دعمها أدولف هلتر إلى الحرب العالمية الثانية مع غزو بولندا. هذه الوحدوية كانت من أهم خصائص حركة الفولكش ورابطة الشعوب الجرمانية. أرادت الرابطة أن تدعم فكرة «النقاء العرقي» الجرماني، وكانت ضد الزواج بالأعراق المنحطّة -كما يسمّونها- كاليهود والسلاف.

### ليتوانيا
نشأ مفهوم ليتوانيا الإثنوغرافية في أوائل القرن العشرين إذ عُرّفت الأراض الليتوانية على أنها جزء كبير من الأراضي التي تنتمي إلى دوقية ليتوانيا الكبرى، وعرّف الليتوانيين على أنهم كل سكّان هذه الأراضي سواء أكانوا يتحدّثون الليتوانية أم كانوا يعدّون أنفسهم ليتوانيين. كان هذا المفهوم مخالفا لأنصار «ليتوانيا التاريخية»، والذين يعتبرونها الأراضي التابعة للدوقية فحسب، وأنصار «ليتوانيا اللغوية»، الذين يعتبرونها الأراضي التي تغلب فيها اللغة الليتوانية.
اصطدم مفهوم ليتوانيا الإثنوغرافية مع حق تقرير المصير للشعوب القاطنة في منطقة كبيرة، لا سيما البولنديين والبيلاروسيين، الذين كانوا حسب أنصار ليتوانيا الإثنوغرافية «ليتوانيين مسلّفين» يجب أن «يُلَتْوَنوا» من جديد. وفي رأيهم أنه ليس للأفراد أن يقرروا إثنيّتهم ووطنهم، وأن هذا المفهوم غير مرتبط باللغة بل بالأسلاف.

### بولندا
في عشرينيات القرن العشرين وثلاثينياته كانت بولندا تحاول استعادة الأراضي الإثنية البولندية التي احتلّها الألمان والروس والإمبراطورية النمساوية المجرية:
عدّت بولندا نفسها من القوى الرجعية، وكان عندها أحلام في التقدم جنوبا، وبالوصول حتى البحر الأسود. وبعد أن كانت هي محطّ الدعاوى الرجعية للآخرين، صارت ترى أن حدود معاهدة فيرساي غير مثبّتة. في 1938 عندما انفصلت الدولة التشيكية في مؤتمر ميونخ، أصدرت بولندا إنذارًا لبراغ، تطلب فيه أن تتخلى براغ عن منطقة جيشن، كانت الحكومة التشيكية أضعف من أن تقاوم.

### السويد
خسرت السويد فنلندا لروسيا نتيجة الحرب الفنلندية في عامي (1808-09) وانتهى بذلك عهد 600 عام من الحكم السويدي. وعلى مدى بقية القرن التاسع عشر استمر الكلام عن استعادة فنلندا من روسيا، وإن لم يرافقه إلا خطط عملية قليلة ورغبة سياسية صغيرة. لم تكن السويد قادرة على تحدّي القوة العسكرية الروسية، لذا لم تحاول أيّ محاولة.
في خلال حرب القرم بين 1853 و1856 بدأت دول الحلفاء حوارا مع السويد لتسمح لتحركات القوات والأساطيل أن تستعمل المعابر السويدية ضد روسيا. وبالمقابل سيساعد الحلفاء السويد في استعادة فنلندا بقوة عسكرية. في النهاية سقطت كل هذه الخطط ولم تشترك السويد في الصراع.

### روسيا
من الأدلة التي تبرزها وسائل الإعلام في الغرب على السياسة الانتقامية للكرملن والرئيس الروسي فلاديمير بوتن: ضمّ شبه جزيرة القرم إلى الاتحاد الروسي في أبريل 2014، واتهامات الغرب والأوكرانيين لروسيا بأنها تدعم حركات الانفصال التي يقودها الروس في منطقة دونباس الانفصالية.
يعتبر كثير من الروس أن ألاسكا منطقة روسية يجب أن تستعاد.